# جون ميليوس
جون ميليوس (بالإنجليزية: John Milius) (و. 1944  م) هو مخرج أفلام، وكاتب سيناريو أمريكي، ولد في سانت لويس، ميزوري، هو عضوٌ في الحزب الجمهوري.

## التعليم
تعلم في جامعة كاليفورنيا الجنوبية، وكلية جامعة جنوب كاليفورنيا للفنون السينمائية ‏.

## وصلات خارجية
- جون ميليوس على موقع EncyclopediaOfSurfing.com (الإنجليزية)

- جون ميليوس على موقع IMDb (الإنجليزية)
- جون ميليوس على موقع روتن توميتوز (الإنجليزية)
- جون ميليوس على موقع ألو سيني (الفرنسية)
- جون ميليوس على موقع تيرنر كلاسيك موفيز (الإنجليزية)
- جون ميليوس على موقع أول موفي (الإنجليزية)
- جون ميليوس على موقع قاعدة بيانات الأفلام السويدية (السويدية)
- جون ميليوس على موقع إن إن دي بي (الإنجليزية)
- جون ميليوس على موقع قاعدة بيانات الفيلم (الإنجليزية)
- جون ميليوس على موقع كينوبويسك (الروسية)